# Stadstimmerman

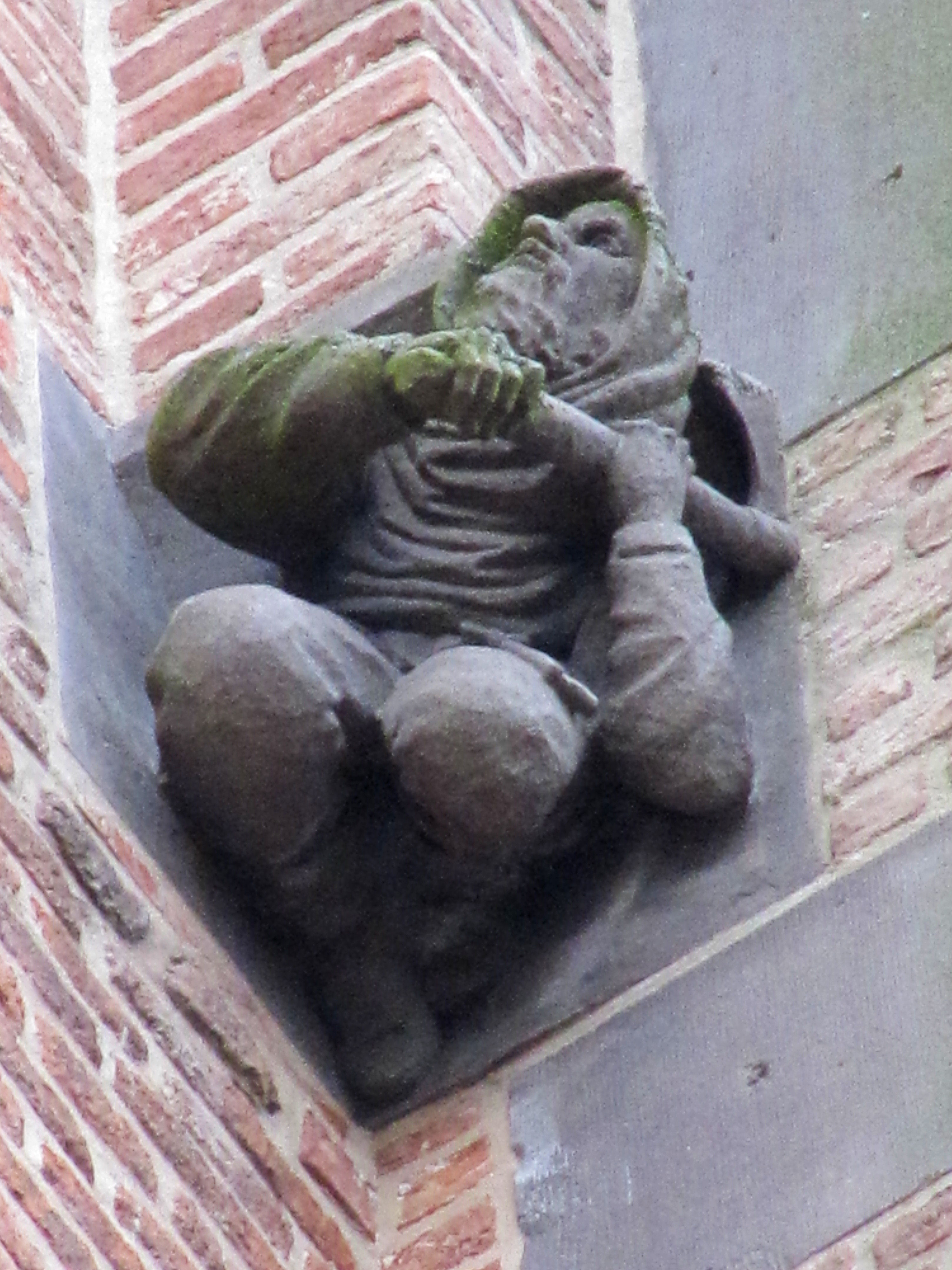
Een van de twaalf consoles aan de Onze Lieve Vrouwetoren in Amersfoort: Leendert Nicasius, stadstimmerman.

Een stadstimmerman of stadsmeester was vroeger een timmerman en architect, die in opdracht of in dienst van de stad het bouwactiviteiten verrichtte. Dit beroep is na de middeleeuwen ontstaan, zo had bijvoorbeeld de stad Middelburg vanaf de zestiende eeuw een stadstimmerman in dienst.
In bepaalde steden kwamen er naast de stadstimmerman vergelijkbare functies als stadsbouwmeester of stadsarchitect, stadsmetselaar en stadsstraatmaker. De stadstimmerman zelf werkte vaak met een aantal gezellen. In bepaalde steden was een stadstimmerhuis of stadstimmerwerf ingericht, waar de stadstimmerman kon wonen en werken.
De stadstimmerman werkte mee aan het ontwerp van gebouwen, verdedigingswerken en infrastructuur als bruggen, sluizen en dergelijke, en plannen voor stadsuitbreiding. Verder had de stadstimmerman met de stadsbouwmeester de taak om bestekken en begrotingen te maken en het gemeentebestuur te voorzien van advies. Hij was hierbij in dienst van de stad. In sommige gevallen werkte de stadstimmerman zelf ook als aannemer van stadswerken. Hiernaast mochten ze ook particulier werk aannemen.

## Bekende stadstimmerlieden
- Claes Bockes Balck ontwerper van het Stadhuis van Leeuwarden
- Cornelis van Boles, stadstimmerman van Schiedam
- Huybert Cornelisz. van Duyvenvlucht, stadstimmerman van Leiden en ontwerper van het Pesthuis aldaar
- Cornelis Danckerts, Amsterdams stadstimmerman
- Willem van der Helm, stadsmeestertimmerman van Leiden
- Cornelis Dircksz. Muys, ontwerper van de Donkere Sluis in Gouda
- Lenaert Nicasius, stadstimmerman van Amersfoort in de 17e eeuw en geschilderd door Jacob van Campen.
- Maerten Cornelis Paeyse, stadstimmerman van Brielle en ontwerper van de Stenen Baak
- Hans Petersom, stadstimmerman en ontwerper van het Amstelhof
- Jacobus Roman, stadsmeestertimmerman van Leiden
- Jan Ottensz. van Seyst, ontwerper van de Stadstimmerwerf in Leiden.
- Hendrick Jacobsz. Staets, ontwerper van de kleine vieringtoren in de Noorderkerk (Amsterdam)
- Rochus Meeuwisz., stadstimmerman van Brielle. Weet een Spaanse tegenaanval af te slaan door een polder onder water te zetten.

## Trivia
- In Hoorn waren de (stads)timmerlieden verenigd in het Sint-Jozefsgilde en vergaderden in het Timmermansgildehuis